# Barbara Harris (bispa)
Barbara Clementine Harris (12 de junho de 1930 – 13 de março de 2020) foi uma bispa americana da Igreja Episcopal nos Estados Unidos e primeira mulher a ser consagrada bispa na Comunhão Anglicana, em 1989. Ela serviu como bispa sufragânea por treze anos, aposentando-se em 2003.

## Vida pessoal e educação
Barbara Clementine Harris nasceu na Filadélfia, Pensilvânia, filha do meio de Walter Harris e Beatrice Waneidah Price. Harris frequentou a Escola Secundária para Meninas da Filadélfia (turma de 1948), onde estudou canto e piano. Na adolescência, escreveu uma coluna em um dos principais jornais negros, o The Pittsburgh Courier.
Em 1954, ela se formou na Escola Charles Morris de Publicidade e Jornalismo, na Filadélfia, e de 1977 a 1979 frequentou a Universidade Villanova. Estudou no Programa de Gestão Executiva na Universidade Estadual da Pensilvânia (1973); no Instituto Sun (1975, 1977); na Unidade de Teologia Urbana, em Sheffield, Inglaterra (1977); e na Fundação da Pensilvânia para Aconselhamento Pastoral (1979-1981).

## Carreira
Antes de sua ordenação sacerdotal, Harris serviu como chefe de relações-públicas. Foi diretora de operações de uma organização de aconselhamento em relações-públicas, a Joseph V. Baker Associates, Inc., Filadélfia (1958-1968), e trabalhou por 12 anos na Sun Oil Company: gerente e consultora em relações comunitárias (1968-1972); gerente de assuntos comunitários e urbanos (1972-1973); gerente de relações-públicas (1973-1977); e consultora sênior de equipe (1977-1980).
Harris foi ativa no movimento pelos direitos civis da década de 1960, por meio da Sociedade Episcopal para a Unidade Cultural e Racial (ESCRU) e do ministério Delta do Conselho Nacional de Igrejas, viajando em 1965 para Greenville, Mississippi, para ajudar ano registro de eleitores negros e participando das marchas de Selma a Montgomery lideradas por Martin Luther King Jr.

### Ordenação e ministério
Harris se tornou membro da Igreja Episcopal ainda jovem e, em 1968, era ativa na Church of the Advocate (Igreja do Advogado), na zona norte da Filadélfia, servindo na sacristia e como voluntária no ministério prisional. Ela serviu como crucífera no culto histórico, realizado na Igreja do Advogado, no qual as primeiras onze mulheres, agora conhecidas como as Onze da Filadélfia, foram ordenadas sacerdotisas na Igreja Episcopal em 29 de julho de 1974. As ordenações foram controversas, visto que a ordenação de mulheres ainda era debatida na Igreja Episcopal, mas foram posteriormente reconhecidas oficialmente.
Quando Harris sentiu-se chamada para o ministério, o reitor da Igreja do Advogado, Paul Washington, recomendou-a ao Bispo Lyman C. Ogilby, da Diocese da Pensilvânia, como candidata à ordenação. Ogilby ordenou-a diaconisa em setembro de 1979 e, depois, presbítera em 1980.
Ela retornou à sua paróquia natal, primeiro como diaconisa interna em 1979, depois como assistente em 1980, e de 1980 a 1984 foi sacerdotisa responsável na Igreja de Santo Agostinho de Hipona, em Norristown, Pensilvânia. Durante esse mesmo período, foi capelã nas prisões do Condado de Filadélfia e consultora jurídica de empresas industriais para questões de políticas públicas e preocupações sociais. Harris retornou à Igreja do Advogado como associada em 1984 e, em junho de 1988, foi nomeada reitora interina. Ela se recusou a estudar homilética.
Harris foi nomeada diretora-executiva da Episcopal Church Publishing Company em 1984 e editora da revista social The Witness, da qual foi também colunista. Em outros serviços, Rev. Harris foi membro da União dos Episcopais Negros; da Força-Tarefa para Recrutamento, Treinamento e Distribuição de Clérigos Negros; e da Sociedade de Relações Públicas da América. Ela atuou nos conselhos da Escola Episcopal de Divindade, em Cambridge, Massachusetts, da Fundação Pensilvânia para Aconselhamento Pastoral e da Instituição Seybert.
No momento de sua eleição, Barbara Harris era divorciada e sem filhos.

### Episcopado
Harris foi eleita bispa sufragânea da Diocese Episcopal de Massachusetts, em 24 de setembro de 1988, em uma convenção especial de delegados diocesanos. Sua eleição foi controversa, em parte porque ela era divorciada e não frequentou o seminário, além de ser padre há menos de dez anos. Afirmava-se que isso a tornava inadequada para eleição, independentemente do gênero. Outros temiam que ela fosse progressista demais para a igreja. As objeções continuaram durante o processo de consentimento, com a aprovação necessária pela maioria dos comitês permanentes diocesanos ocorrendo apenas 10 dias antes do culto de consagração agendado.
Harris foi consagrada em 11 de fevereiro de 1989. Oito mil pessoas compareceram ao culto, realizado no Centro de Convenções Hynes, em Boston, Massachusetts. Cerca de sessenta bispos participaram da imposição de mãos. Havia 1.200 dignitários e clérigos na procissão de abertura, e quatro corais participaram do culto. O culto foi televisionado ao vivo e durou três horas. Após a consagração, a Bispa Harris celebrou a Sagrada Eucaristia, contando ao seu lado com a Rev. Florence Li Tim-Oi, a primeira mulher ordenada sacerdote na Comunhão Anglicana; a Rev. Carter Heyward, uma das primeiras mulheres sacerdotes da Igreja Episcopal; e a Rev. Margaret Bullitt-Jonas.
Como a primeira mulher ordenada como bispa e como afro-americana, ela recebeu correspondências negativas e ameaças de morte. Embora instada pela polícia de Boston a usar um colete à prova de balas em sua ordenação, ela recusou. Os episcopais conservadores que se opunham à ordenação de mulheres estabeleceram uma denominação independente, o Sínodo Episcopal da América, em reação à eleição de Harris como bispo sufragâneo.
Harris serviu por treze anos como bispa na Diocese Episcopal de Massachusetts e se aposentou em 1º de novembro de 2002. Ela foi sucedida por outra mulher afro-americana, Gayle Elizabeth Harris (sem parentesco).
Ela então serviu como bispa assistente na Diocese Episcopal de Washington, do verão de 2003 até o início de 2007. Depois, continuou como voluntária e pregadora na Catedral de São Paulo, em Boston, mesmo sendo requisitada mundialmente como pregadora.
Ao longo do seu ministério episcopal, Barbara Harris pregou e trabalhou continuamente pela erradicação do racismo, do sexismo e da homofobia, e para promover a inclusão total de todas as pessoas na vida e nos sacramentos da igreja. Ela frequentemente criticava a igreja por ser muito dogmática - por se preocupar com os detalhes do direito canônico em vez de pregar a inclusão. Pressionou pela integração de paróquias historicamente segregadas e pediu um número maior de mulheres no clero. Em 2003, ela apoiou a eleição de Gene Robinson, o primeiro bispo assumidamente gay da igreja.
Bispa Harris foi membro da União dos Episcopais Negros e membro fundadora e presidente do Caucus Urbano Episcopal. Ela representou a Igreja Episcopal no conselho do Comitê de Visitação e Apoio a Prisioneiros e foi membro da Comissão Permanente da Igreja sobre Paz Anglicana e Internacional com Questões de Justiça. Ela também atuou como membro do Conselho de Curadores da Escola Episcopal de Divindade.
Ela recebeu pelo menos 17 títulos honorários de faculdades, universidades e escolas de teologia, incluindo a Universidade Yale e a Escola de Divindade da Igreja do Pacífico. Em 2007, recebeu o Prêmio Wisdom do Projeto Nacional de Liderança Visionária.

## Morte e legado
Após uma internação em Boston, a bispa Barbara Harris morreu no Care Dimensions Hospice House, uma unidade de cuidados paliativos em Lincoln, Massachusetts, em 13 de março de 2020, aos 89 anos. Seu funeral público foi realizado na Catedral Nacional de Washington, e um funeral privado na Filadélfia, seguido de um culto memorial na Catedral de São Paulo, em Boston.
O Barbara C. Harris Camp & Conference Center é um ministério da Diocese Episcopal de Massachusetts, localizado em Greenfield, New Hampshire. O centro recebeu o nome em homenagem a Harris. Uma força-tarefa foi convocada em 1997 para explorar o potencial do centro, e sua recomendação para prosseguir com o desenvolvimento do centro foi aprovada pelo conselho diocesano em 1998. De 1999 a 2002, o desenvolvimento do centro esteve sob a direção da equipe diocesana. Além disso, mais de 200 voluntários leigos e clérigos trabalharam em diversas funções. Uma extensa campanha de arrecadação de fundos foi realizada para financiar a construção e financiar uma doação para bolsas de estudo e uma doação operacional. O centro recebeu seus primeiros campistas de verão em julho de 2003.
Em novembro de 2019, o Absalom Jones Center for Racial Healing na Diocese de Atlanta lançou o Bishop Barbara C. Harris Justice Project, com o objetivo de fortalecer os esforços da igreja para lidar com a injustiça social.
Três meses após sua morte, Harris foi comemorada na consagração e instalação de Deon Kevin Johnson, décimo primeiro bispo da Diocese Episcopal do Missouri, em 13 de junho de 2020. A coleta e as leituras para sua comemoração foram escritas e selecionadas por Johnson e pelo Rev. Canon Sandye Wilson.
A Igreja Episcopal acrescentou, a título experimental, a observância da consagração da Bispa Barbara Clementine Harris ao calendário litúrgico da igreja em 11 de fevereiro para 2023-2024.
A celebração da Consagração da Bispa Harris foi tornada permanente pela 81ª Convenção da Igreja Episcopal em 28 de junho de 2024.

## Obras
- Parting Words: A Farewell Discourse (2003), coletânea de sermões ISBN 978-1561012176
- In Conversation: Michael Curry and Barbara Harris (2017), com Michael Curry ISBN 9780819233691
- Hallelujah, Anyhow! (2018), livro de memórias escrito com Kelly Brown Douglas ISBN 978-1640650893